# Johan Swinnen (Diplomat)
Johan Swinnen (* 1947) ist ein belgischer Diplomat.

## Leben
Swinnen wurde an der Katholieke Universiteit Leuven zum Doktor der Rechtswissenschaften promoviert und erwarb ein Zertifikat für höhere Studien am Genfer Hochschulinstitut für internationale Studien in 1973. Er vertrat die belgische Regierung beim UN-Hauptquartier in New York City.
Von 1992 bis 2004 war Swinnen Botschafter in der ehemaligen belgischen Kolonie Ruanda.
Juvénal Habyarimana vergrößerte mit französischer Finanzierung die ruandische Armee von 5000 auf 28.000 Soldaten, baute eine Miliz mit 30.000 als Präsidentengarde auf und ließ von 1990 bis 1994 Tutsi ermorden. 1992 wurden bei einem Massaker etwa 7000 Tutsi ermordet. Er unterhielt enge Beziehungen zu Mobutu Sese Seko. Swinnen zitierte aus einem Schreiben des ruandischen Verteidigungsministeriums, in welchem die Tutsi als erster Feind beschrieben wurden.
Im Frühjahr 1992 erhielt Swinnen Kenntnis davon, dass die Akazu die Ausrottung der Tutsi in Ruanda planen. Swinnen telegrafierte nach Brüssel, dass die Interahamwe an den sorgfältig geplanten Morden im Bugesera-Distrikt teilgenommen hatte.
Im März 1993 wurde ein Bericht über ein Massaker an mehreren Tausend unbewaffneten Tutsi-Zivilisten veröffentlicht, worauf Swinnen aus Protest zwei Wochen aus Kigali abgezogen wurde. Swinnen warnte vor einer zunehmenden Destabilisierung von Ruanda durch Radiosendungen von Radio-Télévision Libre des Mille Collines RTLM und sprach sich für eine Übersetzung der Beiträge aus dem Kinyarwanda aus. Am 15. Januar 1994 erklärte Swinnen der Regierung in Brüssel, dass solange die United Nations Assistance Mission for Rwanda nicht eingreife, Waffen an die Interahamwe verteilt würden.
Über Radio RTLM wurden auch der Hass auf Belgier geschürt, nach dem Abschuss des Dassault Falcon 50 von Juvénal Habyarimana wurden Belgier verdächtigt hinter dem Anschlag zu stehen und belgische Blauhelme der United Nations Assistance Mission for Rwanda, des Schutzes der Premierministerin Agathe Uwilingiyimana am 7. April 1994 ermordet.
Enoch Ruhigira, 1992 Finanzminister 1994, Leiter des Präsidialamtes von Juvénal Habyarimana, wartete am 6. April 1994 die Ankunft der Dassault Falcon 50, als er feststellte, dass diese abgeschossen worden war, teilte er dies telefonisch Jean-Michel Marlaud mit und erhielt in der Botschaft von Swinnen politisches Asyl.
Der französische Botschafter in Kigali, Jean-Michel Marlaud, teilte Swinnen im April 1994 die Kabinettsliste der neuen Regierung in Ruanda mit. Swinnen bemerkte, dass es sich um dezidierte Hutu handelt, worauf Marlaud meinte, das Kabinett werde einen Putsch verhindern.
In Den Haag gehörten ab 1999 Chemiewaffen zu seinem Aufgabengebiet. 2003 war er Botschafter in Kinshasa (Demokratische Republik Kongo).
Johan Swinnen diente auch als belgischer Botschafter in Den Haag, Kinshasa und Madrid.